# عملات سلسلة شعار الأسد الهندية

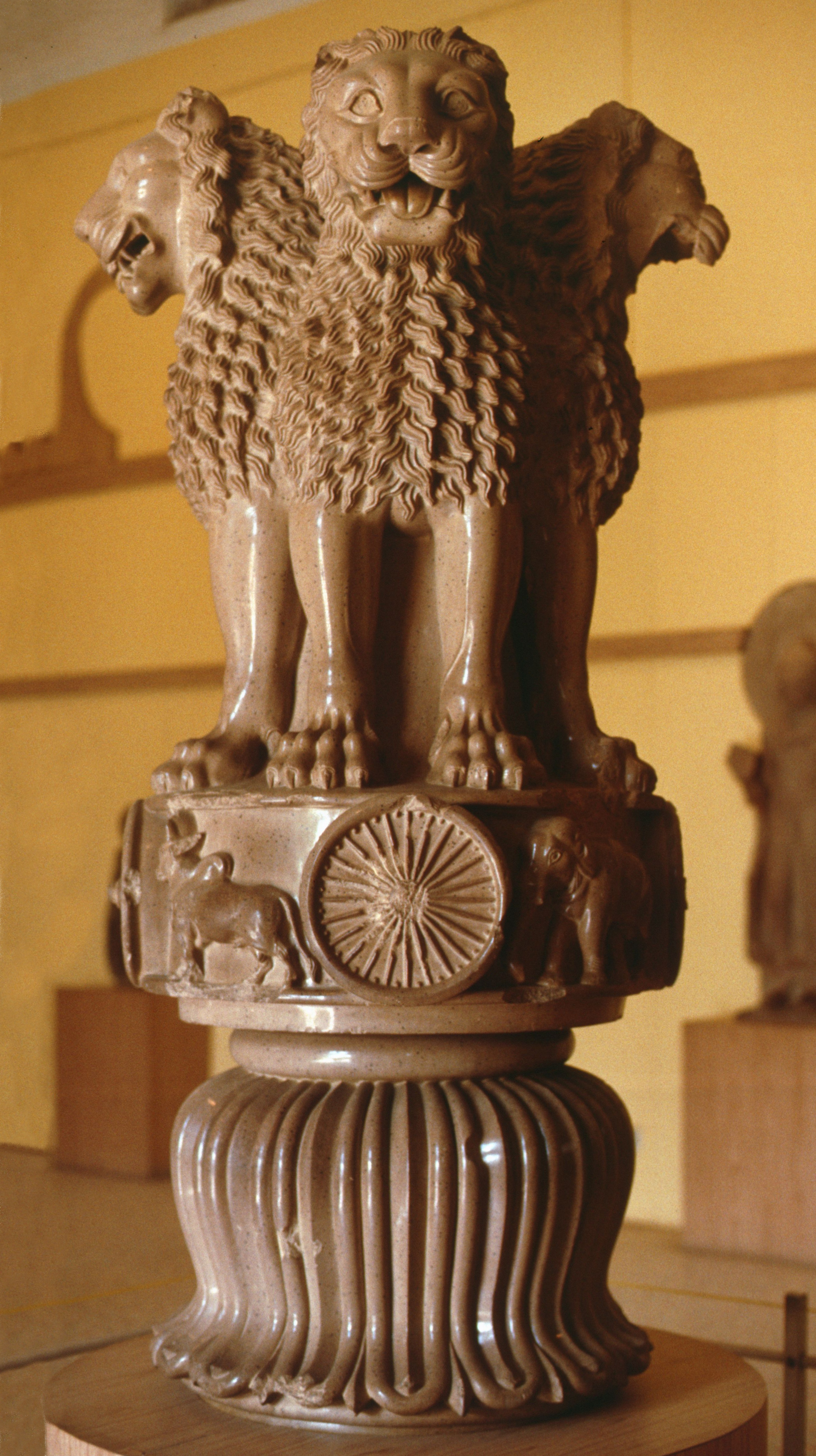
شعار الأسد لأشوكا

سلسلة شعار الأسد هي سلسلة من الأوراق النقدية الصادرة بعد أن أعلنت الهند استقلالها عن بريطانيا العظمى واستخدمت حتى قدم بنك الاحتياطي الهندي سلسلة المهاتما غاندي في عام 1996 بأوراق نقدية من فئة 10 و500 روبية. صُممت تلك السلسلة باستخدام شعار الأسد لأشوكا، وهو الشعار الوطني الذي حل محل سلسلة الأوراق النقدية لجورج السادس. تعتبر تلك السلسلة أول سلسلة من الأوراق النقدية المطبوعة بعد حصول الهند على استقلالها، وأتت أولى فئاتها بقيمة 1 روبية.

## معرض صور

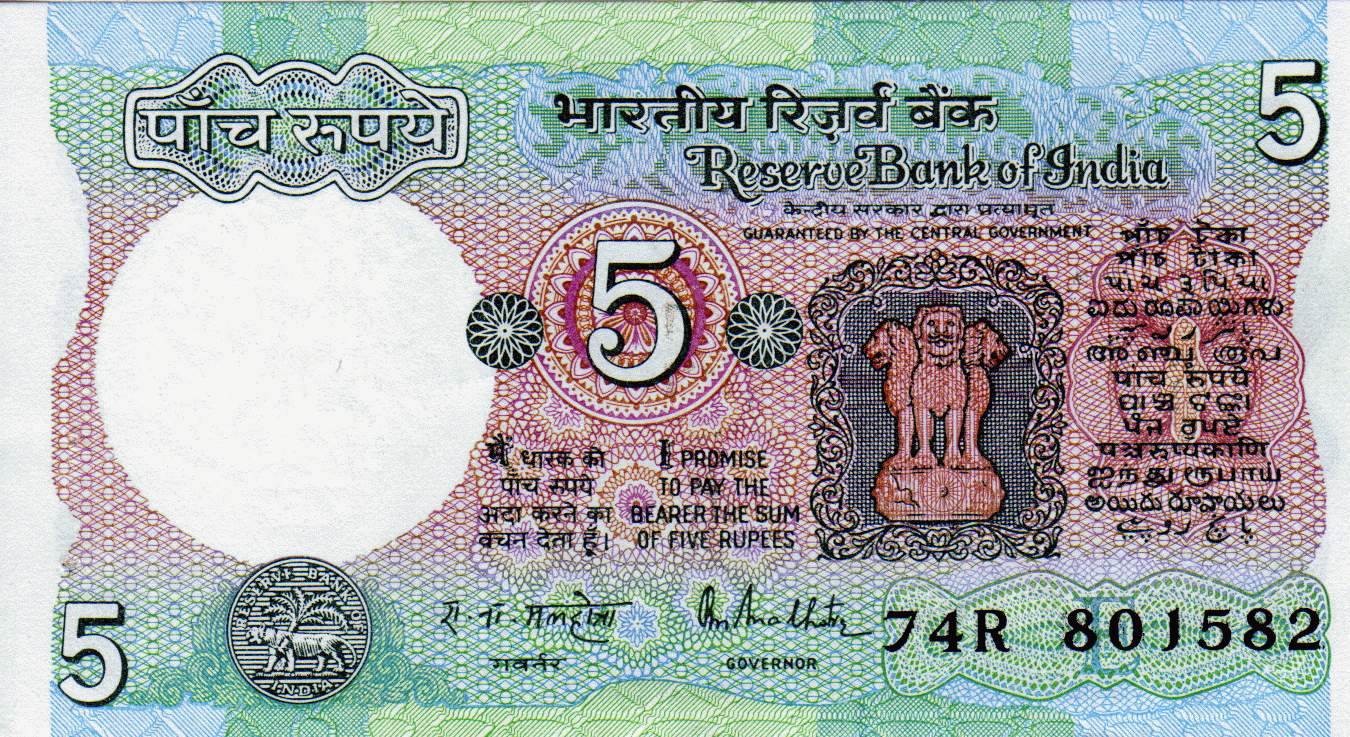
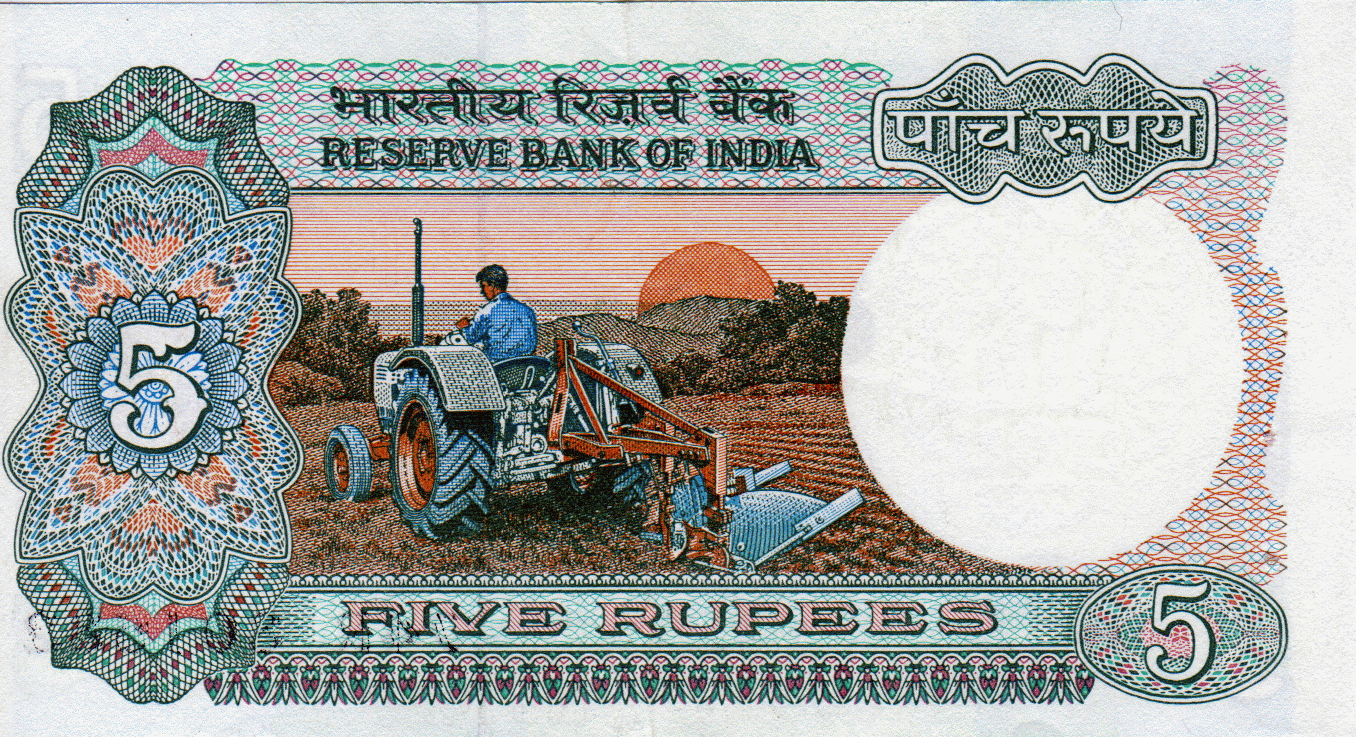

## الأوراق النقدية من سلسلة شعار الأسد الهندية الأولى
| سلسلة شعار الأسد | سلسلة شعار الأسد | سلسلة شعار الأسد | سلسلة شعار الأسد | سلسلة شعار الأسد | سلسلة شعار الأسد | سلسلة شعار الأسد     | سلسلة شعار الأسد | سلسلة شعار الأسد | سلسلة شعار الأسد |
| صورة             | صورة             | قيمة             | الأبعاد (مم)     | اللون الرئيسي    | وصف              | وصف                  | وصف              | تاريخ            | تاريخ            |
| وجه العملة       | الهر             | قيمة             | الأبعاد (مم)     | اللون الرئيسي    | وجه العملة       | الهر                 | علامة مائية      | الإصدار          | السحب            |
| ---------------- | ---------------- | ---------------- | ---------------- | ---------------- | ---------------- | -------------------- | ---------------- | ---------------- | ---------------- |
|                  |                  | 20 دولارًا        |                  | البرتقالي        | شعار دولة الهند  | مبنى البرلمان القديم | شعار دولة الهند  | 1962             | 1997             |
|                  |                  | 10 روبية هندية   |                  |                  | شعار دولة الهند  | قارب صيد             | شعار دولة الهند  |                  |                  |

## الأوراق النقدية من سلسلة شعار الأسد الهندية الثانية[3]
| سلسلة شعار الأسد | سلسلة شعار الأسد | سلسلة شعار الأسد | سلسلة شعار الأسد | سلسلة شعار الأسد | سلسلة شعار الأسد | سلسلة شعار الأسد     | سلسلة شعار الأسد | سلسلة شعار الأسد | سلسلة شعار الأسد |
| صورة             | صورة             | قيمة             | الأبعاد (مم)     | اللون الرئيسي    | وصف              | وصف                  | وصف              | تاريخ            | تاريخ            |
| وجه العملة       | الظهر            | قيمة             | الأبعاد (مم)     | اللون الرئيسي    | وجه العملة       | الظهر                | علامة مائية      | الإصدار          | السحب            |
| ---------------- | ---------------- | ---------------- | ---------------- | ---------------- | ---------------- | -------------------- | ---------------- | ---------------- | ---------------- |
|                  |                  | 100 روبية هندية  | 157 × 73 مم      | متعدد الألوان    | شعار دولة الهند  | جهد الزراعة          | شعار دولة الهند  | 1975             | 1995             |
|                  |                  | 50 دولارًا        | 147 × 73 مم      | أرجواني          | شعار دولة الهند  | مبنى البرلمان القديم | شعار دولة الهند  | 1981             | 1995             |
|                  |                  | 20 دولارًا        | 148 × 62 مم      | أحمر أرجواني     | شعار دولة الهند  | عجلة كونارك          | شعار دولة الهند  | 1975             | 2000             |
|                  |                  | 10 روبية هندية   |                  |                  | شعار دولة الهند  | الطاووس الهندي       | شعار دولة الهند  | 1975             | 2000             |